# Randle Mell
Randle Mell (28 de diciembre de 1951) es un actor de cine y televisión. 
Está casado con la estrella de Battlestar Galactica Mary McDonnell. La pareja tiene dos hijos.